# Actinidiàcies
Les actinidiàcies (Actinidiaceae) són una família de plantes angiospermes de l'ordre de les ericals (Ericales), dins del clade de les astèrides.
Conté més de 400 espècies, agrupades en tres gèneres. Majoritàriament inclou espècies natives de les zones tropicals, i especialment de la zona del sud-est d'Àsia fins Malèsia, la família també és present a Amèrica.

## Distribució
Viuen en zones temperades i subtropicals i són plantes enfiladisses, arbusts i arbres. Són natius d'Àsia: Actinidia o kiwi, Clematoclethra, Saurauia) i d'Amèrica central o del sud: Saurauia. Saurauia té 300 espècies. En temps passat la família tenia una distribució més àmplia. El gènere actualment extint Parasaurauia es trobava a Nord-amèrica al període Campanià.

## Característiques
Tenen les fulles alternades, simples i en espiral amb marges serrats o enters. Els estams són nombrosos i enganxats a la part de darrere i només s'inverteixen abans de l'antesi.
Les espècies poden ser dioiques, monoiques o hermafrodites. El fruit normalment és una baia, com el kiwi, una cultivar del gènere Actinidia.

## Taxonomia
Aquesta família va ser publicada per primer cop l'any 1924 a la novena edició de l'obra Syllabus der pflanzenfamilien pels botànics alemanys Heinrich Gustav Adolf Engler (1844-1930) i Ernst Friedrich Gilg (1867-1933).

### Gèneres
Dins d'aquesta família es reconeixen els tres gèneres següents:
- Actinidia Lindl.
- Clematoclethra (Franch.) Maxim.
- Saurauia Willd.

En destaca el gènere Saurauia amb més de 390 espècies, Actinidia només en té unes 55 i Clematoclethra és monotípica.